# Pierre Colas
Pierre Robert Colas (13 de enero de 1976 – 26 de agosto de 2008) fue un antropólogo, arqueólogo y epigrafista de origen alemán. Como mayólogo investigó la civilización maya precolombina de Mesoamérica. A pesar de su corta edad se hizo notar por sus estudios sobre los sistemas de la escritura maya y por sus trabajos arqueológicos en diversos yacimientos mayas. Sus análisis de la onomástica maya en el periodo clásico mesoamericano fue una de las primeras publicaciones sobre el tema. Colas también llevó a cabo estudios etnográficos y diversas encuestas en comunidades mayas contemporáneas de Belice. Organizó en Europa conferencias de carácter académico para dar a conocer el resultado de sus investigaciones, organizando asimismo talleres para discutir asuntos relativos a la cultura maya. Desde 2006, al cumplir 30 años de edad Colas fue nombrado profesor asistente en el departamento de antropología de la Universidad de Vanderbilt, en Nashville (Tennessee), Estados Unidos.
El 26 de agosto de 2008, a los 32 años de edad, el doctor Colas fue asesinado en su domicilio de Nashville por un grupo de forajidos que entró a su casa a robar.

## Biografía
Nació en 1976 en Londres, Inglaterra, hijo de diplomáticos alemanes. Durante su infancia vivió en varios países incluyendo México en donde adquirió su gusto y vocación para estudiar acerca de la civilización maya Colas y su familia habrían de retornar a Alemania, estableciéndose en Hamburgo, donde completó su educación. En la Universidad de Hamburgo, se graduó en 1999 obteniendo un máster en antropología y estudios mesoamericanos.
Más adelante Colas alcanzó el doctorado en la Universidad de Bonn (Rheinische Friedrich-Wilhelms-Universität Bonn). Se concentró en el periodo clásico mesoamericano y muy particularmente en el sistema de escritura maya. Su tesis doctoral versó sobre la onomástica de los régules mayas.
Trabajó durante su tesis doctoral bajo la supervisión del profesor Nikolai Grube. Este trabajo fue el primero y más importante sobre el tema de los que se conozcan y fue publicado en la forma de libro por los editores alemanes Verlag Anton Saurwein.
Después de obtener su doctorado, Colas fue merecedor de una beca del (DFG) Deutsche Forschungsgemeinschaft. Durante los años de 2005 y 2006 Colas trabajó entre comunidades mayas, cerca del Distrito de Cayo en Belice. Este proyecto, registrado en el DFG como (en alemán) "Depolitisierte Ethnizität und subalterner Widerstand: Die yukatekischen Maya von San Antonio, Cayo District, Belice", que incluyó investigación etnográfica y sociolingüistica entre las comunidades mayas contemporáneas, fue continuado por Colas cuando se relocalizó en Nashville al aceptar una posición de asistente de profesor en la Universidad de Vanderbilt.

## Deceso
En la noche del 26 de agosto de 2008, fue baleado fatalmente en su casa al este de Nashville. Su hermana Marie Christine Colas, de Suiza, que estaba de visita fue también gravemente herida en el mismo incidente. Ella murió después en el hospital de sus heridas. La policía informó que había arrestado y acusado luego a cuatro sospechosos de homicidio en relación con el tiroteo, tres varones y una mujer. Un quinto sospechoso fue también buscado. La policía informó que el robo aparece como el motivo más probable en esa etapa de las investigaciones, y aunque dos de los sospechosos vivían un par de cuadras que eran desconocidas para Colas de otra manera.